# چارلز اچ. دیتریش
چارلز اچ. دیتریش (به انگلیسی: Charles Henry Dietrich) سناتور سابق عضو حزب جمهوری‌خواه ایالات متحده آمریکا بود. وی در سال ۱۹۰۱ تا ۱۹۰۵ میلادی سناتور ایالت نبراسکا در سنای ایالات متحده آمریکا بود.